# Новокитманово
Новокитма́ново (рос. Новокытманово) — село у складі Китмановського району Алтайського краю, Росія. Входить до складу Новотарабинської сільської ради.

## Населення
Населення — 60 осіб (2010; 91 у 2002).
Національний склад (станом на 2002 рік):
- росіяни — 98 %